# ياإيل لوبيز
ياإيل لوبيز (بالإسبانية: Yael López)‏ هو لاعب كرة قدم كوستاريكي في مركز ظهير ‏، ولد في 17 ديسمبر 1998 في ألاخويلا في كوستاريكا. لعب مع ديبورتيفو سابريسا.

## وصلات خارجية
- ياإيل لوبيز على موقع قاعدة بيانات كرة القدم.إي يو (الإنجليزية)
- ياإيل لوبيز على موقع ناشيونال فوتبول تيمز (الإنجليزية)
- ياإيل لوبيز على موقع Soccerway.com (الإنجليزية)
- ياإيل لوبيز على موقع عالم كرة القدم.نت (الإنجليزية)